# Lykien
Lykien (ibland även Lycien, grekiska: Λυκία, latin: Lycia) är ett antikt landskap i sydvästra Mindre Asien, i dagens Turkiet. Det gränsade under antiken till Karien i väster, till Pisidien i norr och Pamfylien i öster. I söder ligger Medelhavet. Landskapet ligger till största delen på Tekehalvön som delas mellan de nutida provinserna Antalya och Muğla, grovt räknat mellan städerna Fethiye och Antalya.
Lykien ägde bestånd som en politisk enhet från bronsåldern fram till de arabiska invasionerna på 700-talet och den åtföljande islamiseringsperiod som sträckte sig in på 1100-talet. Under grekisk-romersk tid bestod landskapet av stadsstater som var sammanslutna i ett förbund, det lykiska förbundet. Den främsta av dessa stadsstater var Xanthos, som i dag tillsammans med kultplatsen Letoon är ett världsarv. Många andra ruinstäder finns i Lykien; bland de mer namnkunniga är hamnstaden Patara och Myra, där Sankt Nikolaus var ärkebiskop på 300-talet. Lykierna motstod det lydiska rikets expansion under Kroisos, men underkuvades omkring 540 f.Kr. av Persien genom Kyros den stores general Harpagos. Persernas överhöghet var emellertid blott nominell och de lykiska stadsstaterna hade en långt gången självständighet. Efter Alexander den stores erövring lydde landskapet under Rhodos och seleukiderna, men behöll fortfarande till stor del sin självständighet. Också när Romarriket erövrade Anatolien fortgick Lykiens självständighet, till dess att kejsar Claudius 43 e.Kr. inlemmade det i provinsen Pamfylien och bildade Lycia et Pamphylia.
Lykierna är också kända för sina storslagna gravmonument av olika slag: klippgravar inhuggna i bergssidor, så kallade "husgravar" och höga sarkofager. Av dessa är fortfarande ett stort antal välbevarade. Bland de mer spektakulära är klippgravarna i Myra, den så kallade "kungagraven" eller "lejongraven" i Kaş och flera gravmonument från Xanthos som numera återfinns på British Museum i London. Hjälten Sarpedon från Homeros Iliaden var lykier, och även Xanthos nämns i Homeros epos.

## Geografi

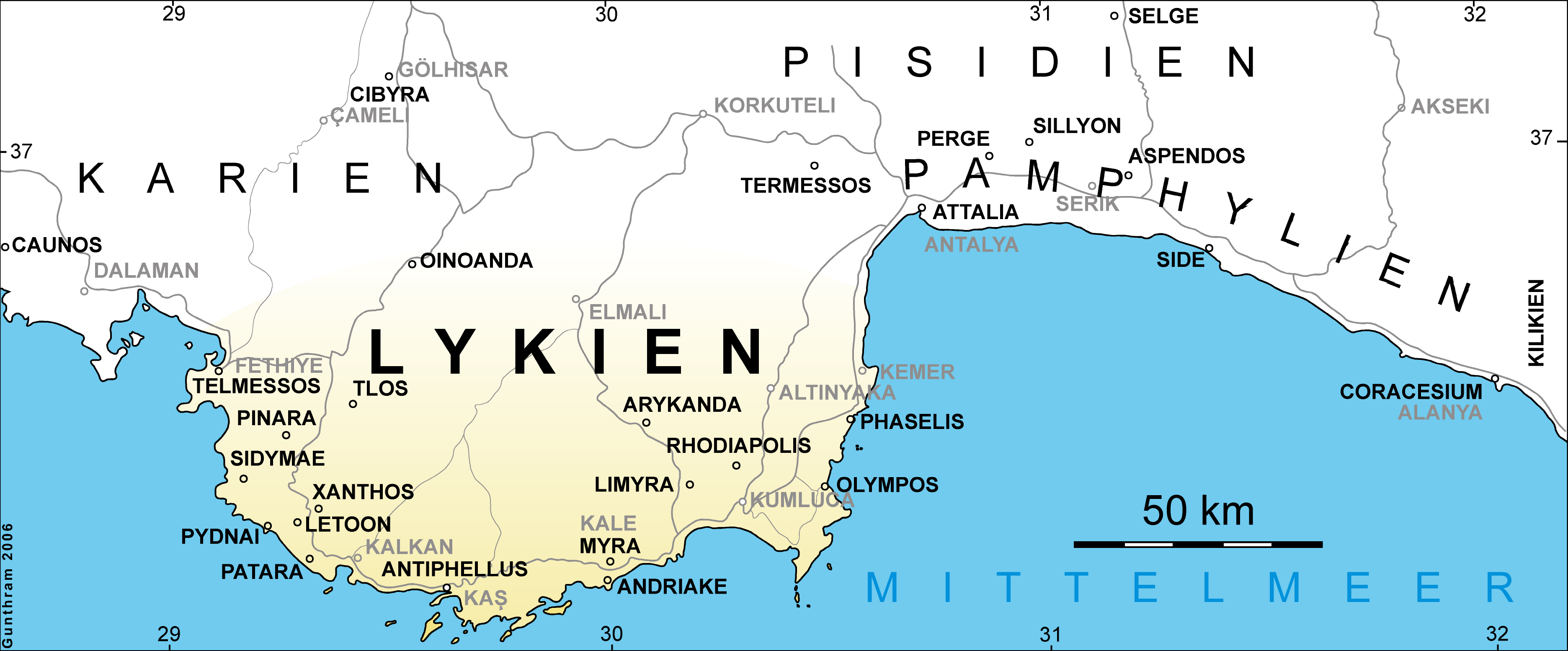
Politisk karta över antikens Lykien. Antika städer i svart, moderna samhällen i ljusgrått.

Lykien ligger i sydvästra Mindre Asien, på Tekehalvön i de nuvarande provinserna Antalya och Muğla. Under antiken gränsade det mot Karien i väster, Pisidien i norr och Pamfylien i öster, medan det i söder har kust mot Medelhavet. Den västra gränsen utgjordes av floden Glaukos och berget Daidala, den norra av Taurusbergen och den östra av berget Klimax. Enligt Strabon mätte landet från öst till väst 1 720 stadier, en mätning som emellertid måste ha gällt kuststräckan, för tvärs över landet mäter det inte ens hälften av detta.
Landet är mycket bergigt; dess höga berg tillhör Taurusbergen och är delvis av vulkanisk natur. De högsta topparna är på över 3 000 meter över havet. Mellan bergskedjorna löper flera floder söderut till Medelhavet. Bland dessa är Xanthos i landets västra del den mest betydande. I floddalarna odlades förr vin, spannmål och saffran, och i bergens barrskogar fanns många värdefulla träslag, bland annat cedrar av ansenlig höjd. På flera ställen i landskapet vällde naftakällor fram ur jorden.
I Lykien återfinns från väster till öster de moderna orterna Fethiye, Ölüdeniz, Kalkan, Kaş, Akçay, Elmalı, Finike, Kumluca och Kemer. Strax utanför Kaş ligger den grekiska ön Kastellorizo. Vandringsleden Lykiska leden (Likya yolu) löper längs den 50 mil långa kuststräckan.

## Befolkning
Lykierna anses vara först belagda under namnet lukka i hettitiska och egyptiska källor och beskrivs som ett av sjöfolken. I Homeros Iliaden hörde lykierna till Trojas viktigaste allierade. Grekerna kallade dem lykioi, men enligt Herodotos hade landet ursprungligen hetat Milyas (Μιλυάς) och dess invånare solymoi (σόλυμοι) och tremilai (τρεμίλαι) eller termilai (τερμίλαι). Det sista av dessa namn har bekräftats i lykiska inskriptioner. Termilerna ska enligt Herodotos ha drivits bort från kustområdena av Sarpedon, bror till Minos, som erövrade landet med en grupp krigare från Kreta. Namnet Milyas ska ha behållits tills Lykos, son till Pandion, sökte fristad i landet efter att ha fördrivits från Attika av sin bror Aigeus. Sarpedon ska därefter ha ändrat namnet för att hedra sin gäst och vän. Traditionen att lykierna härstammade från Kreta är högst sannolikt felaktig, då deras språk tillhör den anatoliska språkfamiljen. Antikens författare menade också att lykierna skulle ha haft ett matriarkaliskt samhälle, något som emellertid inte har kunnat beläggas.

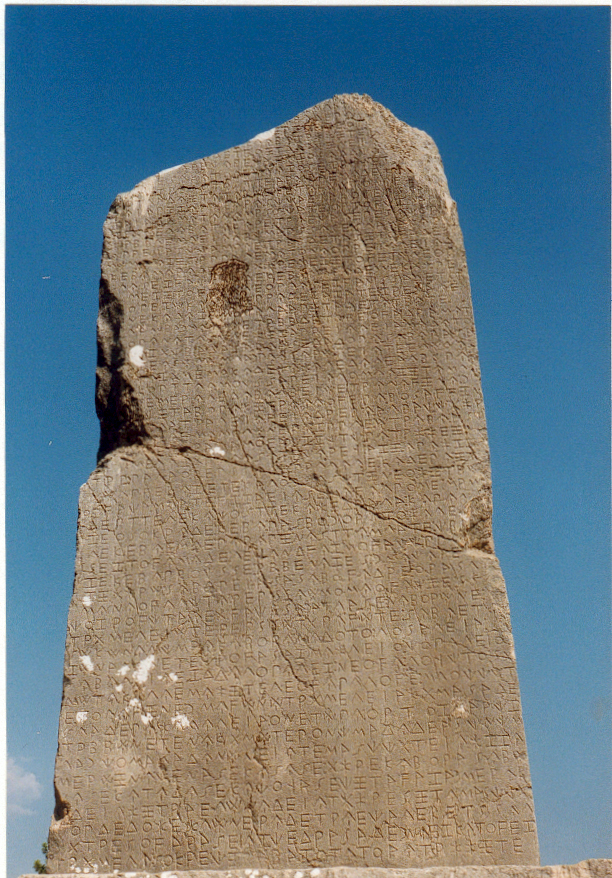
Inskrift på lykiska på en grav i Xanthos.

I de lykiska kuststäderna bodde redan under arkaisk tid många greker. Att döma av fynd av grekisk keramik i Xanthos hade grekerna etablerat sig i Lykien åtminstone omkring 700 f.Kr. Den grekiska kulturen påverkade den lykiska betydligt.

### Språk
Lykiskan är ett indoeuropeiskt språk tillhörande den anatoliska språkgruppen, och uppvisar ett nära släktskap med framför allt luviskan, men även med hettitiskan, vilket tyder på att lykierna var besläktade med hettiterna. Ibland förs lykiska och luviska samman i en underfamilj till de anatoliska språken, de sydanatoliska språken. Lykiska skrevs med ett alfabet som härstammar från det grekiska, och omkring 150 inskrifter från 400- och 300-talen f.Kr. skrivna med detta alfabet finns bevarade, en del av dem med grekiska parallelltexter. På 200-talet f.Kr. trängdes lykiskan ut av grekiska och dog ut.

### Religion
I Lykien dyrkades såväl anatoliska som grekiska gudar, och orakelhelgedomar var vanligt förekommande. Landet var en huvudort för Apollons dyrkan. Kristendomen fick tidigt fäste i Lykien; under Jesu lärjunge Paulus tredje missionsresa bytte han fartyg i Patara, och på sin resa till Rom besökte han Myra. På 300-talet var Sankt Nikolaus ärkebiskop i Myra.

## Historia

### Äldre tid

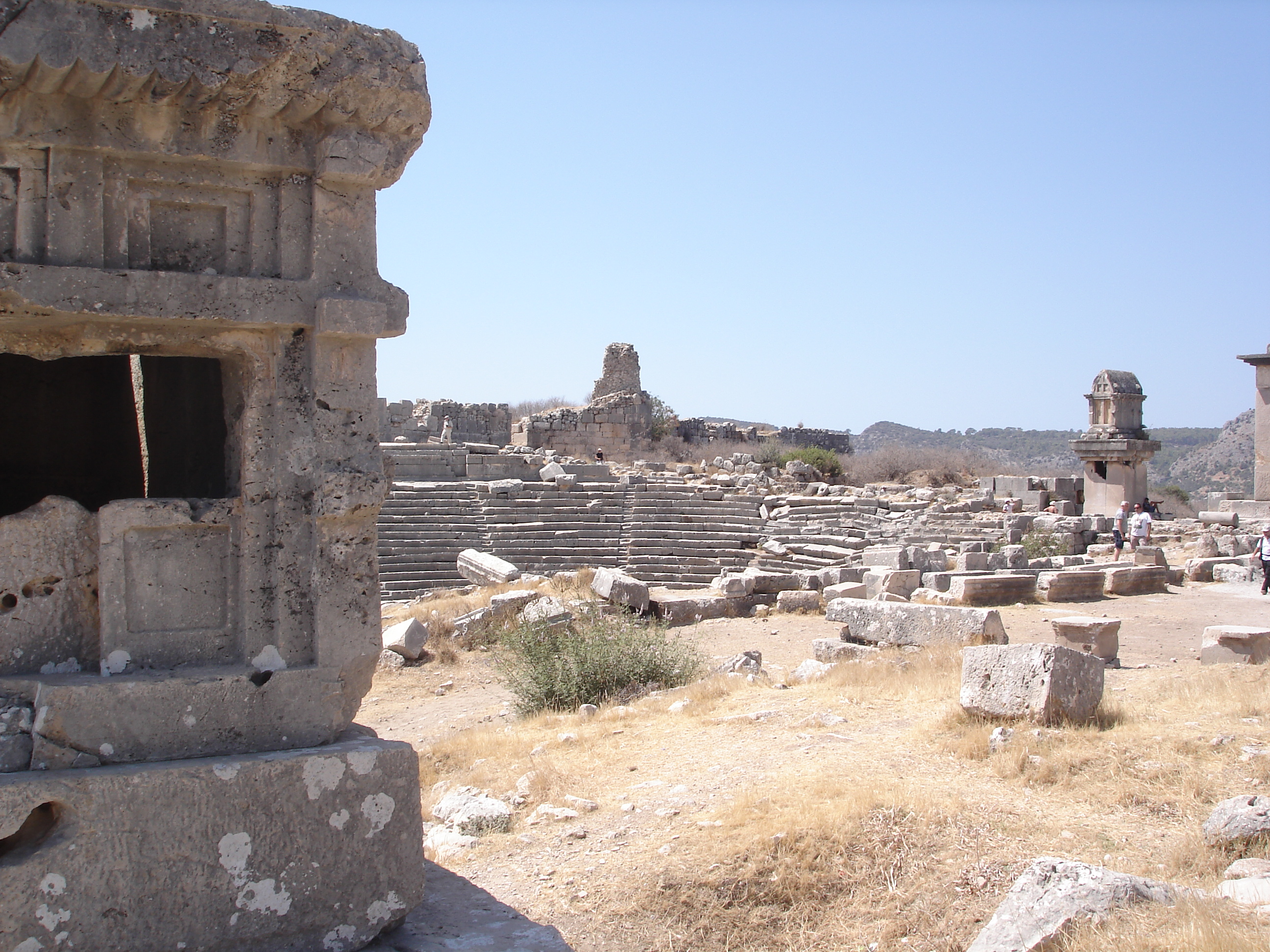
Den lykiska staden Xanthos nämns i Homeros Iliaden.

Arkeologiska utgrävningar i Lykien har visat att området var bebott under det tredje årtusendet f.Kr. Bland annat har utgrävningar företagits i Karataş-Semahöyük (Elmalı), och en yxa från omkring 2000 f. Kr. har hittats i Tlos. Hettitiska kilskriftstexter hänvisar till ett folkslag vid namn lukka, som talade luviska och har identifierats som lykierna. Lykierna och deras ledare Sarpedon samt den lykiska staden Xanthos nämns i Homeros Iliaden, vilket visar att de åtminstone levde i området på 1100-talet f.Kr., då trojanska kriget ägde rum.
Hettiterriket gick under efter flera anfall från sjöfolken på 1100-talet. I stället klev Frygien fram som den regionala stormakten. Länge trodde man att frygiernas välde inte sträckte sig så långt söderut som till Lykien, men vid utgrävningar i Elmalı har man hittat tecken på att de faktiskt var i Lykien. Frygiernas rike efterföljdes av det lydiska riket, som under kung Kroisos erövrade stora delar av Mindre Asien, men Lykien hamnade aldrig under lydisk överhöghet.

### Persisk tid
När Lydien besegrades av Perserriket 546 f.Kr. tog perserna kontroll över hela Mindre Asien. Lykierna bjöd hårt motstånd mot perserkungen Kyros den stores general Harpagos och när Harpagos stod utanför Xanthos och striden var förlorad valde xanthierna att begå massjälvmord hellre än att tas till fånga.
Antikens historiker menar att Lykien aldrig till fullo kom under Persiens överhöghet. Emellertid skickade man 480 f.Kr. femtio skepp till den persiska flottan i krigen mot de grekiska stadsstaterna. Senare revolterade lykierna tillsammans med pisidierna, kilikierna och pamfylierna mot perserna. Upproret kvästes av den kariske satrapen Mausollos, son till Hekatomnos, som tog över Lykien i persernas ställe.

### Hellenistisk tid
Alexander den store anlände under sitt stora fälttåg till Lykien vintern 333 f.Kr. och mötte knappt något motstånd alls. Lykierna välkomnade Alexander som en befriare från karerna och perserna, och Alexander satte en av sina härförare, Nearchos, att styra landet. När Alexander dog 323 f.Kr. och hans välde delades mellan hans generaler (diadocherna) hamnade Lykien under Antigonos styre. 310 f.Kr. besegrades denne av Ptolemaios, som hade tagit makten över Egypten efter Alexander. Därefter styrdes Lykien under en period av Lysimachos, innan det återtogs av ptolemeerna i Egypten 296 f.Kr. Vid denna tid hade det lykiska språket ersatts med grekiska och de lykiska städerna hade antagit grekiska konstitutioner.
197 f.Kr. erövrade kung Antiochos III av seleukiderriket i Syrien Lykien från ptolemeerna. Han besegrades emellertid av romarna i slaget vid Magnesia 190 f.Kr. och Lykien tillföll Rhodos, som hade stött Rom i kriget mot Antiochos. Lykierna gjorde återigen uppror mot det främmande styret 187 f.Kr., men upproret slogs ner. Sex år senare skickade lykierna en delegation till Rom och förklarade att de behandlades illa av rhodierna. Den romerska senaten svarade lykierna att dessa blott var vänner och allierade med rhodierna, inte ockuperade av dem. Detta togs som ett gott tecken av lykierna, som åter tog till vapen mot rhodierna. Samtidigt svalnade relationerna mellan Rom och Rhodos, och romarna tog ifrån Rhodos både Lykien och Karien.

### Självständighet under romersk tid

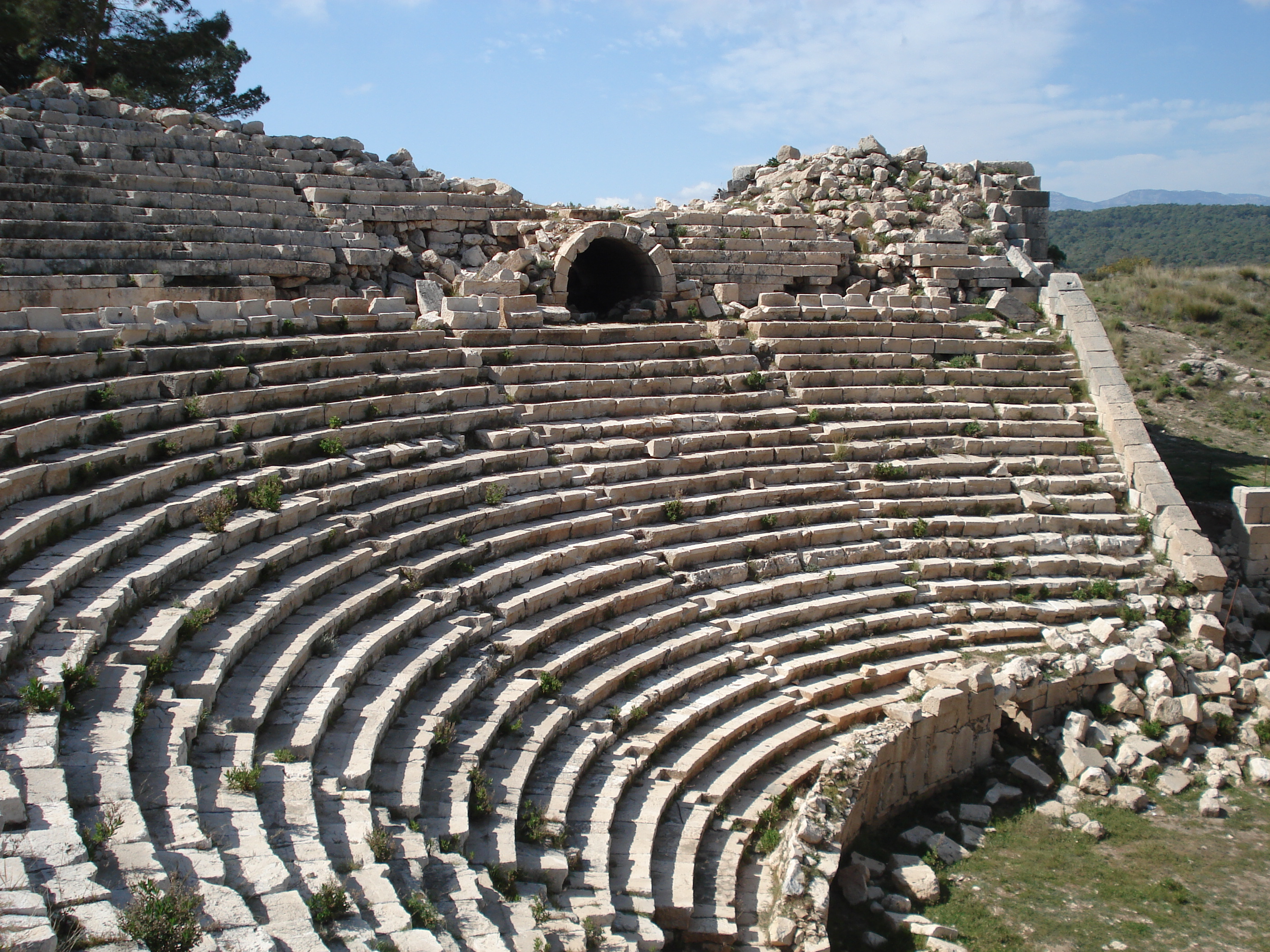
Romersk teater i Patara.

Lykien erhöll full självständighet av romarna 167 f.Kr. och upprättade därefter det lykiska förbundet, som bestod av 23 stadsstater, varav de viktigaste var Xanthos, Patara, Pinara, Tlos, Myra och Olympos. Bland övriga städer i förbundet märks Antifellos, Aperlai, Araxa, Arykanda, Faselis, Fellos, Kandyba, Kyaneai, Limyra, Podalia, Rhodiapolis, Sidyma och Telmessos. Förbundet hade en senat, ledd av en lykiark (lykiarches) som valdes på ett år. Varje höst höll senaten kongress, där de sex främsta städerna hade tre röster var, medan de övriga hade en eller två röster var. Det lykiska förbundet brukar kallas världens första protodemokratiska system.
När kung Attalos III av Pergamon dog 133 f.Kr. testamenterade han sitt rike till Rom, som nu kontrollerade hela Mindre Asien. 88 f.Kr. gjorde kung Mithridates i riket Pontos på Mindre Asiens svartahavskust uppror mot Rom och anföll de södra delarna av Mindre Asien. Lykierna allierade sig med Rom mot Mithridates, som besegrades av den romerske härföraren Sulla 84 f.Kr. Romarna belönade lykiernas lojalitet genom att bekräfta deras frihet och utvidga deras landområde med de tre städerna Bubon, Oinoanda och Balbura, norr om det egentliga Lykien.
Under samma tid hade ett sjörövarfäste uppstått i Kilikien öster om Pamfylien, och sjörövarna hemsökte hela medelhavskusten. 78 f.Kr. besegrade den lykiske amiralen Aichmon tillsammans med romarna sjörövaren Zeniketes som var baserad i det lykiska Olympos. Som straff för att Olympos gett sjörövarna en fristad uteslöts staden från det lykiska förbundet. Samtidigt uteslöts även Faselis, som också hade varit inblandat i sjöröveriet.
Under det romerska inbördeskriget ställde sig Lykien på Caesars sida mot Pompejus. Efter mordet på Caesar reste hans mördare Brutus och Cassius till Mindre Asien för att skaffa fram soldater och ta upp tribut. Lykierna vägrade emellertid att betala någon tribut, och när Brutus på grund av detta 42 f.Kr. belägrade Xanthos och dess invånare insåg att de inte skulle kunna besegra romarna beslöt de, precis som när Harpagos hotade staden femhundra år tidigare, att inte ge sig levande och begick massjälvmord. Endast 150 xanthier blev kvar.
Brutus besegrades senare av Marcus Antonius, som tog kontrollen över Roms östra territorier och återgav lykierna deras självständighet. Under kejsartiden återhämtade sig landet och blomstrade snart. 43 e.Kr. inlemmade kejsar Claudius Lykien i provinsen Pamfylien till den nya provinsen Lycia et Pamphylia, ett arrangemang som skulle vara fram till slutet av 200-talet, då provinsen delades i två. Flera romerska kejsare besökte Lykien: Vespasianus 69 e.Kr., Trajanus 113 e.Kr. och Hadrianus 131 e.Kr.

### Senare tid

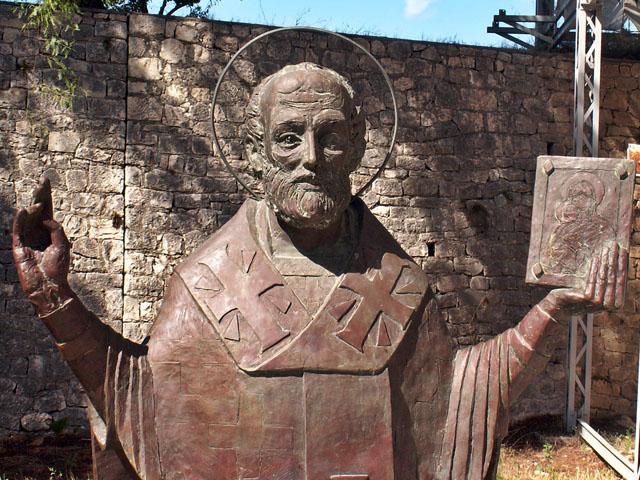
Modern bronsstaty av Nikolaus utanför hans kyrka i Myra.

141 drabbades Lykien av en stor jordbävning och den 5 augusti 240 av ytterligare en. Efter den senare dök sjörövare åter upp längs landets kust och flera av de lykiska städerna gick under. Samtidigt började kristendomen vinna insteg, och Myra, där Sankt Nikolaus på 300-talet var ärkebiskop, blev områdets främsta stad. Flera kristna kloster grundades under denna tid i området. De lykiska städerna fortfor att existera under bysantinsk tid, men då araberna från och med 700-talet föll in i Anatolien försvann städerna en efter en.
Under det osmanska riket tappade Lykien helt sin betydelse och förvandlades till en glesbefolkad avkrok. Landet var i det närmaste helt okänt i Europa innan Sir Charles Fellows besökte och utforskade trakten under två resor 1838 och 1840. Tre mer sentida västerlänningar som reste i Lykien och skrev om sina upplevelser är brittiskan Freya Stark (1893–1993), den finländske konsthistorikern Göran Schildt (1917–2009) och den finländske sjöhistorikern Christoffer H. Ericsson (1920–2009).

## Lykiska gravmonument

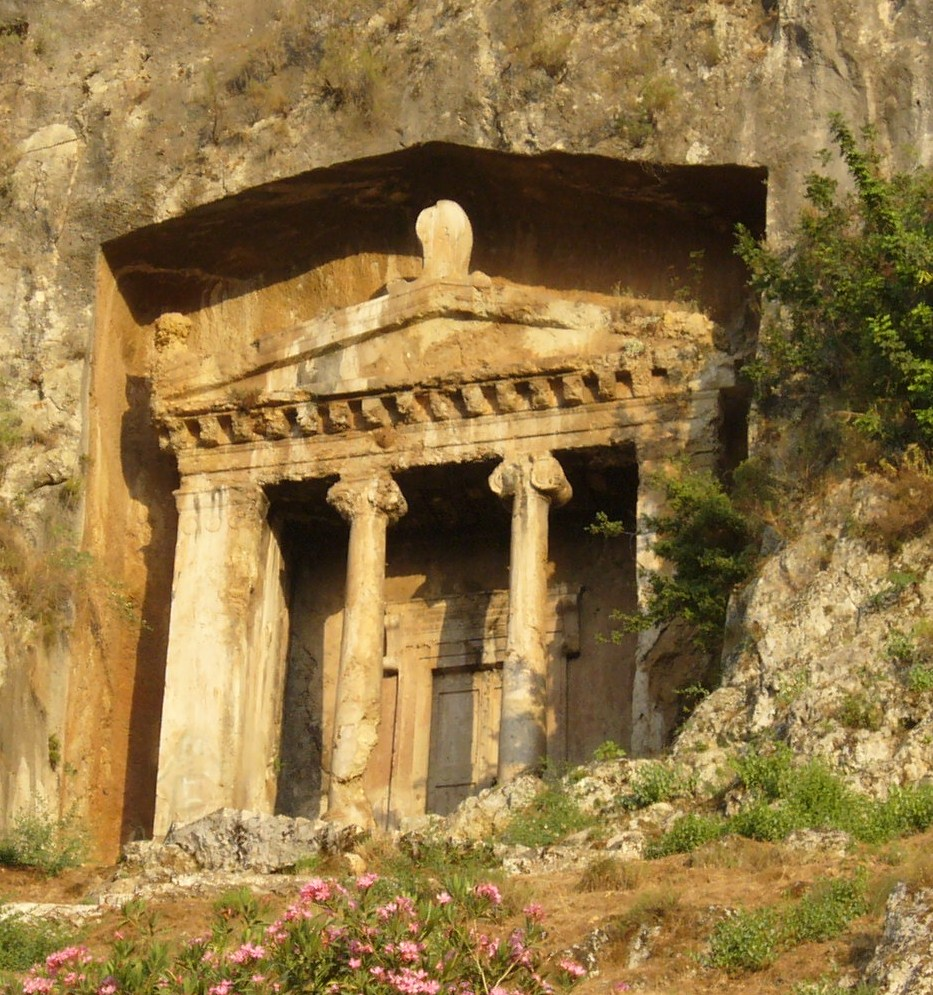
Amyntas grav ovanför Fethiye.

Lykien är översållat av gravmonument; i landet finns från antik tid tusentals gravar bevarade, vilka äger stor betydelse för såväl konsthistorien som arkeologin och arkitekturen, då de röjer påverkan från den grekiska kultursfären samtidigt som de är distinkt lykiska och efterbildar en inhemsk träarkitektur som nu sedan länge har gått försvunnen. Gravarna är dels inhuggna i klippväggar, dels fristående, och kan delas in i fyra olika huvudgrupper: tempelgravar, husgravar, sarkofager och pelargravar. Många av dem är från tiden före Alexander och är fortfarande i gott skick, och det finns också ett stort antal gravar från hellenistisk och framför allt romersk tid.

### Tempelgravar
Tempelgravarna är inte specifikt lykiska, utan återfinns även på andra platser i Anatolien. De har en tempelfasad med två kolonner (vanligen joniska) in antis, en arkitrav och en fronton. Bakom kolonnerna leder en port till gravkammaren, där de döda lades på stenbänkar. Ett av de bästa exemplen på dessa gravar är uthuggen på 300-talet f.Kr. och ligger i bergen ovanför Fethiye. Enligt en inskription tillhör graven Amyntas, son till Hermapias, men det är okänt vem denne är.

### Husgravar
De lykiska husgravarna finns i två typer: inhuggna i klippor och fristående gravar. Gravarna efterbildar trähus och är oftast byggda i en eller två våningar; gravar i tre våningar har påträffats, men är sällsynta. Vanligen finns det en rad av runda eller fyrkantiga balkändar ovanför dörren och i senare gravar kunde dessa ta formen av en tandsnittsfris. Ibland finns också en fronton ovanför dörren. Gravarnas väggar och frontoner är ofta dekorerade med reliefer. Husgravar finns i stor mängd i Pinara, Tlos, Telmessos, Myra, Limyra, Antifellos och Theimussa. Fina exempel på fristående husgravar finns i Fellos, Xanthos och Üçağiz.

### Sarkofager
Sarkofager är en av de vanligaste gravtyperna i världen, men de lykiska sarkofagerna är egenartade. De är höga och består av tre delar: en bas, en gravkammare och ett sadelformat lock som för tankarna till gotisk arkitektur. Basen fungerar ofta som en andra gravkammare (hyposorium) för slavar eller tjänare.

### Pelargravar
Pelargravar är de ovanligaste av de lykiska gravarna och återfinns endast i de västligare delarna av landet. De anses allmänt vara den tidigaste gravtypen och finns bland annat i Apollonia, Isinda och Kyaneai. Pelargravarna består av en rektangulär pelare ovanpå en bas, med en gravkammare högst upp, täckt av ett brett stenlock. De enda utsmyckningarna på pelargravarna finns på gravkammaren högst upp. Den mest berömda av pelargravarna är den åtta meter höga harpyegraven i Xanthos. Dess marmorreliefer, som visar hur de döda bärs till de lycksaligas ö av sirener, togs till British Museum av Charles Fellows på 1840-talet. 1957 restaurerades graven av turkiska myndigheter, som ersatte marmorrelieferna med betongkopior.

### Galleri

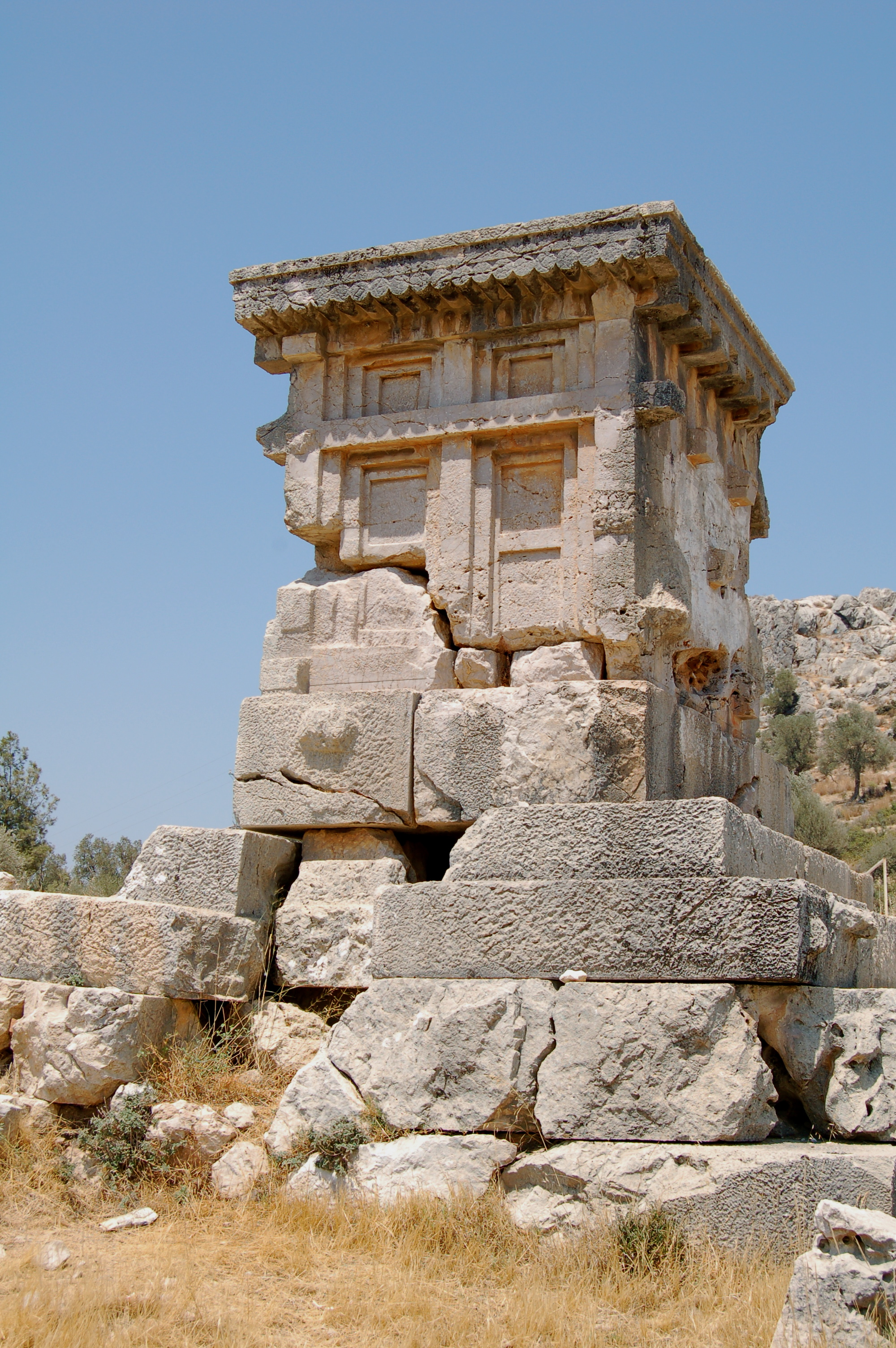
Husgrav i Xanthos.
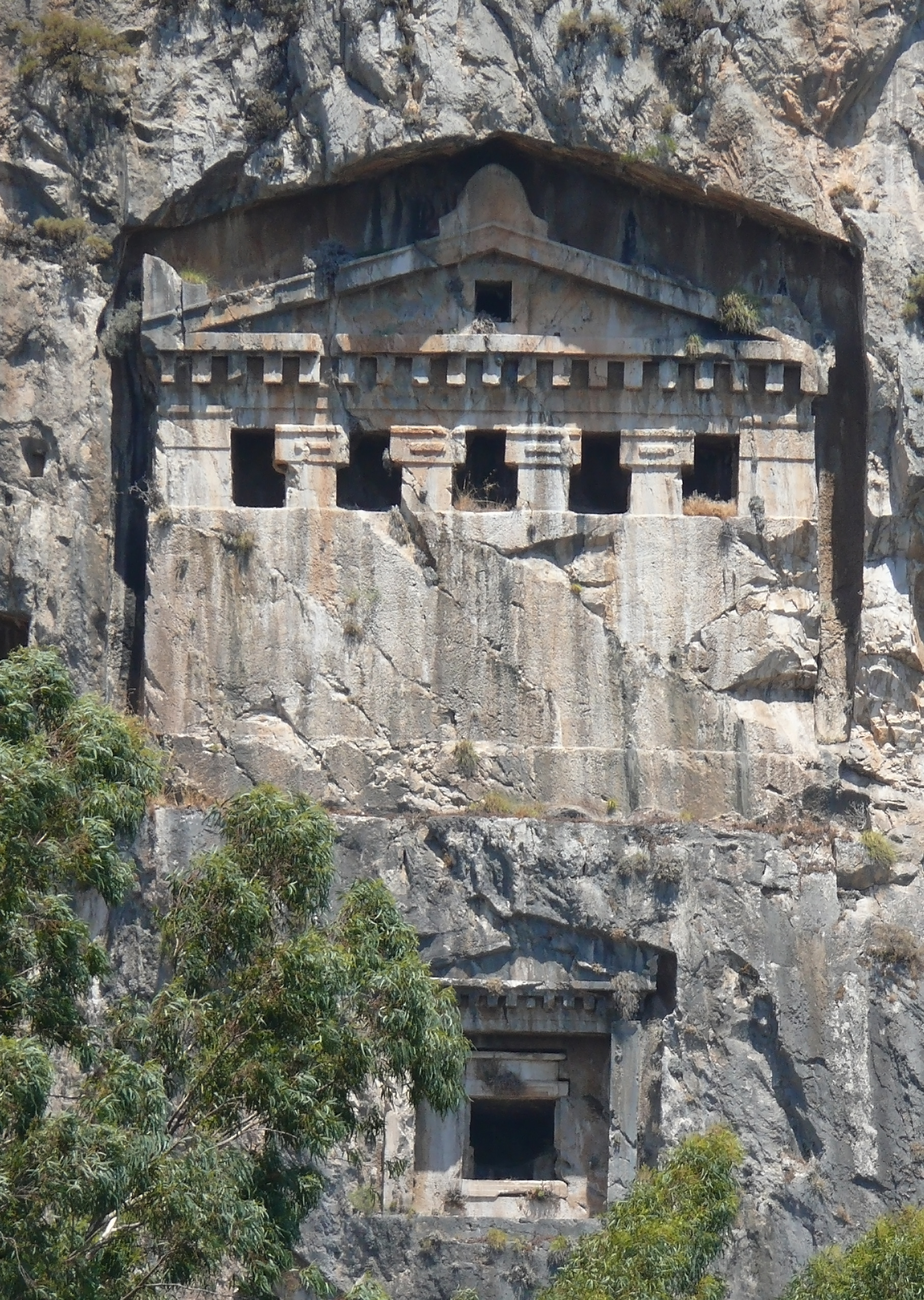
Klippgrav av tempeltyp i Kaunos.
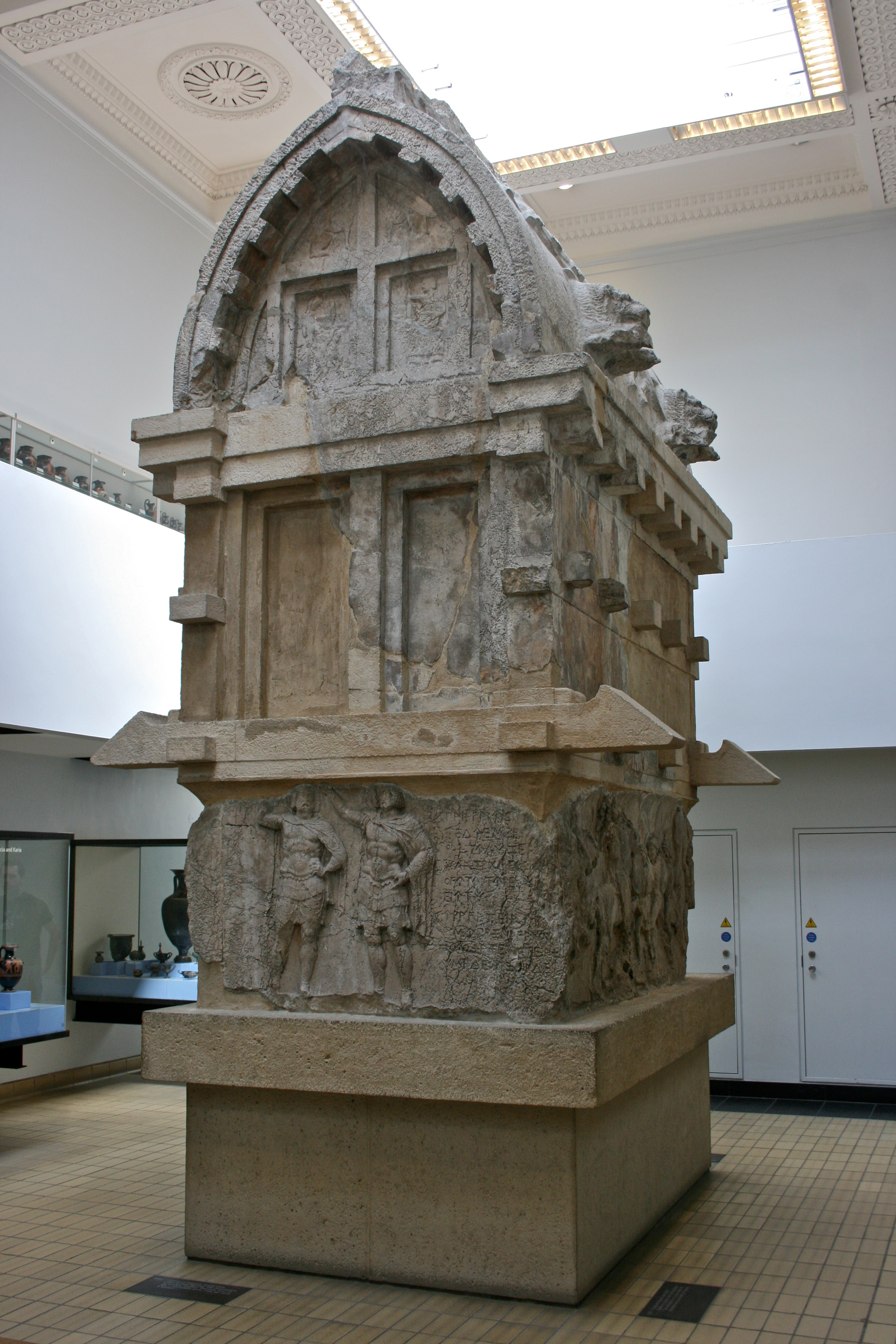
Payavagraven från Xanthos, British Museum.
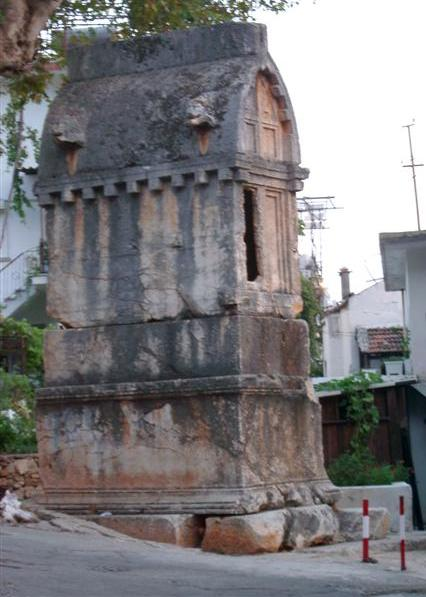
"Lejongraven" i Kaş.
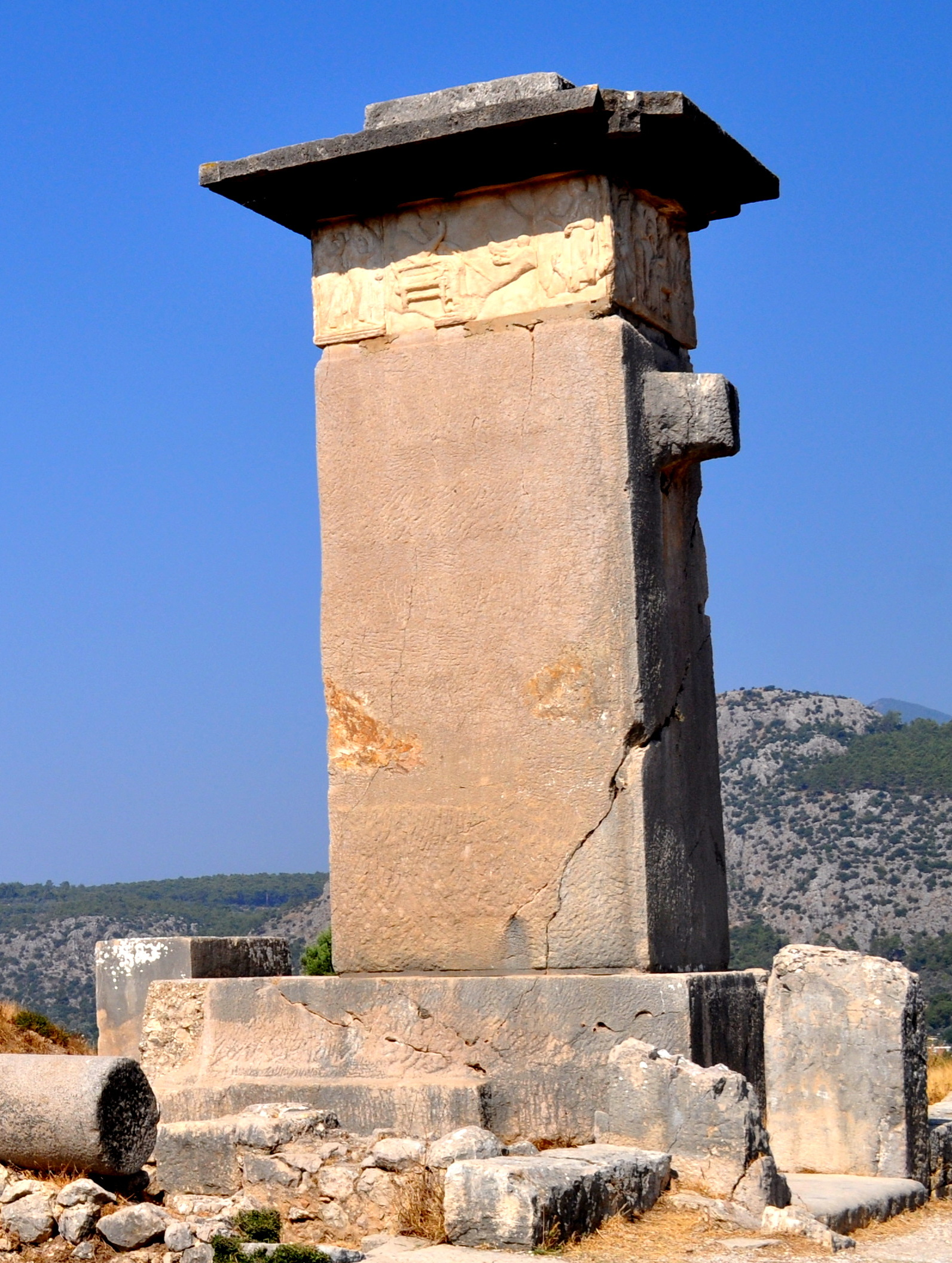
Harpyegraven i Xanthos.